# Roussea
Roussea је монотипски род биљака из породице Rousseaceae. Једина врста је R. simplex, жбунаста пењачица или лијана која потиче из планинских шума Маурицијуса и сматра се "ботаничком необичношћу". Забележене су само две мале популације.
Једини познати опрашивач R. simplex-а је ретки, ендемични маурицијски рептил Phelsuma cepediana. Овај шарени рептил пење се на биљку да би стигао до цвећа и храни се богатим нектаром, опрашујући цвеће у том процесу.

## Синоними
- Rousseauvia Bojer